# Damian Lillard
Damian Lillard (* 15. července 1990, Oakland, Kalifornie, USA) je americký profesionální basketbalista, od sezóny 2023 jedna z hlavních hvězd týmu NBA Milwaukee Bucks. V roce 2013 byl jednohlasně zvolen nejlepším nováčkem v NBA (Rookie of the Year), v dalších šesti ligových ročnících byl pětkrát vybrán do výběru NBA All-Star.

## Životopis

### Mládí
Damian Lillard (celým jménem Damian Lamonte Ollie Sr.) se narodil v kalifornském Oaklandu, což je město s vysokou mírou kriminality (dle dat FBI z roku 2011 v USA na devátém místě v počtu vražd na obyvatele) a řadou negativních sociálních jevů (drogové gangy, prostituce). V dětství vyrůstal v typické americké rodině (otec, matka, bratr a sestra žili v jednom domě), když byl na střední škole, tak se ovšem jeho rodiče rozvedli. Velký vliv na formování jeho osobnosti měl jeho otec Houston Lillard Sr.